# FDGB-Pokal der Jugend 1960
Der FDGB-Pokal der Jugend 1960 war die 9. Auflage des höchsten Fußball-Pokalwettbewerbs der Altersklasse 14–16 auf dem Gebiet der DDR, der vom FDGB in Verbindung mit dem Jugendausschuss der Sektion Fußball der DDR veranstaltet und durchgeführt wurde. Er begann am 10. April 1960 mit der Qualifikation und endete am 6. Juni 1960 mit dem Finale beim Endrundenturnier im brandenburgischen Belzig. Dabei setzte sich der TSC Oberschöneweide nach einem 2:0 im Finale gegen den SC Turbine Erfurt durch.

## Teilnehmende Mannschaften
Am FDGB-Pokal der Jugend (B-Jugend) für die Altersklasse (AK) 14–16 nahmen jeweils zwei Mannschaften aus Ost-Berlin und den 14 Bezirken auf dem Gebiet der DDR, sowie die beiden Endspielgegner des vergangenen Jahres teil. Spielberechtigt waren Spieler bis zum 16. Lebensjahr (Stichtag: 1. September 1943 bis 31. Mai 1945).
Folgende Mannschaften qualifizierten sich für den FDGB-Pokal der Jugend:
| - Bezirk Rostock SC Empor Rostock BSG Motor Wismar - Bezirk Schwerin BSG Chemie Wittenberge BSG Lokomotive Bützow - Bezirk Neubrandenburg BSG Empor Neustrelitz BSG Turbine Neubrandenburg - Bezirk Potsdam BSG Einheit Nauen BSG Rotation Babelsberg - Ost-Berlin ASK Vorwärts Berlin TSC Oberschöneweide | - Bezirk Frankfurt (Oder) BSG Stahl Stalinstadt BSG Lokomotive Frankfurt/Oder - Bezirk Magdeburg BSG Turbine Magdeburg BSG Chemie Schönebeck - Bezirk Halle BSG Chemie Bernburg SC Chemie Halle - Bezirk Leipzig BSG Motor Altenburg SC Lokomotive Leipzig - Bezirk Cottbus SC Aktivist Brieske-Senftenberg BSG Motor Finsterwalde-Ost | - Bezirk Dresden BSG Motor Görlitz SG Dynamo Dresden - Bezirk Karl-Marx-Stadt BSG Fortschritt Limbach-Oberfrohna BSG Motor IFA Karl-Marx-Stadt - Bezirk Erfurt BSG Chemie Niedersachswerfen SC Turbine Erfurt - Bezirk Gera BSG Einheit Rudolstadt SC Motor Jena - Bezirk Suhl BSG Lokomotive Vacha BSG Motor Oberlind |
| SC Rotation Leipzig (Pokalverteidiger) und SC Fortschritt Weißenfels (Vorjahresfinalist) | | |

## Qualifikation

### Modus
Die Qualifikation wurde im K.-o.-System ausgetragen und es wurde versucht, in 60 Minuten einen Gewinner auszuspielen. War danach kein Sieger gefunden, wurde ein Wiederholungsspiel mit getauschtem Heimrecht angesetzt. Wurde auch hier kein Sieger ermittelt, entschied das Los. Die Sieger der 3. Hauptrunde qualifizierten sich für das Endrundenturnier in Belzig und Umgebung zu Pfingsten.

### 1. Hauptrunde
| Datum                   |                                 | Ergebnis |                                    |
| ----------------------- | ------------------------------- | -------- | ---------------------------------- |
| So 10. April, 14:00 Uhr | BSG Chemie Niedersachswerfen    | 0:2      | SC Motor Jena                      |
| So 10. April, 14:00 Uhr | BSG Lokomotive Vacha            | 0:7      | SC Turbine Erfurt                  |
| So 10. April, 14:00 Uhr | BSG Motor Oberlind              | 3:4      | BSG Einheit Rudolstadt             |
| So 10. April, 14:00 Uhr | BSG Motor Altenburg             | 0:0      | SC Fortschritt Weißenfels          |
| So 10. April, 14:00 Uhr | SC Rotation Leipzig             | 2:1      | BSG Fortschritt Limbach-Oberfrohna |
| So 10. April, 14:00 Uhr | BSG Motor IFA Karl-Marx-Stadt   | 1:4      | SC Lokomotive Leipzig              |
| So 10. April, 14:00 Uhr | BSG Chemie Bernburg             | 4:2      | BSG Turbine Magdeburg              |
| So 10. April, 14:00 Uhr | SC Chemie Halle                 | 3:1      | BSG Chemie Schönebeck              |
| So 10. April, 14:00 Uhr | BSG Chemie Wittenberge          | 2:1      | ASK Vorwärts Berlin                |
| So 10. April, 14:00 Uhr | BSG Einheit Nauen               | 0:3      | TSC Oberschöneweide                |
| So 10. April, 14:00 Uhr | BSG Empor Neustrelitz           | 0:4      | BSG Rotation Babelsberg            |
| So 10. April, 14:00 Uhr | SC Empor Rostock                | 4:1      | BSG Turbine Neubrandenburg         |
| So 10. April, 14:00 Uhr | BSG Motor Wismar                | 1:0      | BSG Lokomotive Bützow              |
| So 10. April, 14:00 Uhr | BSG Stahl Stalinstadt           | 2:2      | BSG Motor Görlitz                  |
| So 10. April, 14:00 Uhr | SC Aktivist Brieske-Senftenberg | 1:0      | BSG Lokomotive Frankfurt/Oder      |
| So 10. April, 14:00 Uhr | SG Dynamo Dresden               | 4:1      | BSG Motor Finsterwalde-Ost         |

 Wiederholungsspiele 
| Datum                   |                           | Ergebnis |                       |
| ----------------------- | ------------------------- | -------- | --------------------- |
| So 24. April, 14:00 Uhr | SC Fortschritt Weißenfels | 2:1      | BSG Motor Altenburg   |
| So 24. April, 14:00 Uhr | BSG Motor Görlitz         | 1:0      | BSG Stahl Stalinstadt |

### 2. Hauptrunde
| Datum                 |                           | Ergebnis |                                 |
| --------------------- | ------------------------- | -------- | ------------------------------- |
| So 01. Mai, 14:00 Uhr | SC Motor Jena             | 1:2      | SG Dynamo Dresden               |
| So 01. Mai, 14:00 Uhr | SC Turbine Erfurt         | 3:1      | SC Chemie Halle                 |
| So 01. Mai, 14:00 Uhr | BSG Einheit Rudolstadt    | 1:2      | SC Rotation Leipzig             |
| So 01. Mai, 14:00 Uhr | SC Lokomotive Leipzig     | 4:0      | BSG Chemie Wittenberge          |
| So 01. Mai, 14:00 Uhr | TSC Oberschöneweide       | 3:0      | BSG Motor Wismar                |
| So 01. Mai, 14:00 Uhr | BSG Rotation Babelsberg   | 1:2      | SC Empor Rostock                |
| So 01. Mai, 14:00 Uhr | BSG Motor Görlitz         | 0:4      | SC Aktivist Brieske-Senftenberg |
| So 01. Mai, 14:00 Uhr | SC Fortschritt Weißenfels | 3:4      | BSG Chemie Bernburg             |

### 3. Hauptrunde
| Datum                 |                                 | Ergebnis |                       |
| --------------------- | ------------------------------- | -------- | --------------------- |
| So 15. Mai, 14:00 Uhr | SC Empor Rostock                | :        | TSC Oberschöneweide   |
| So 15. Mai, 14:00 Uhr | SC Rotation Leipzig             | :        | SC Turbine Erfurt     |
| So 15. Mai, 14:00 Uhr | SC Aktivist Brieske-Senftenberg | :        | SG Dynamo Dresden     |
| So 15. Mai, 14:00 Uhr | BSG Chemie Bernburg             | :        | SC Lokomotive Leipzig |

## Endrundenturnier
Das Endrundenturnier fand vom 5. bis 6. Juni in Belzig und Umgebung (Bezirk Potsdam) statt.

### Halbfinale
Die Spiele im Halbfinale fanden in Brück auf dem Friedrich-Ludwig-Jahn-Sportplatz statt.
| Datum                  |                       | Ergebnis |                                 |
| ---------------------- | --------------------- | -------- | ------------------------------- |
| So 05. Juni, 14:30 Uhr | TSC Oberschöneweide   | 2:0      | SC Aktivist Brieske-Senftenberg |
| So 05. Juni, 16:30 Uhr | SC Lokomotive Leipzig | 0:1      | SC Turbine Erfurt               |

### Spiel um Platz 3
Das Spiel um Platz 3 wurde im Waldstadion von Niemegk ausgetragen.
| Datum                  |                                 | Ergebnis |                       |
| ---------------------- | ------------------------------- | -------- | --------------------- |
| Mo 06. Juni, 10:00 Uhr | SC Aktivist Brieske-Senftenberg | 0:5      | SC Lokomotive Leipzig |

### Finale
| Paarung             | TSC Oberschöneweide – SC Turbine Erfurt |
| Ergebnis            | 2:0 (0:0) |
| Datum               | Montag, 6. Juni 1960 um 14:30 Uhr |
| Stadion             | Heinrich-Rau-Stadion, Belzig |
| Zuschauer           | 3.000 |
| Schiedsrichter      | Willi Heinrich (Ost-Berlin) |
| Tore                | 1:0 Thymian (47.) 2:0 Thymian (58.) |
| TSC Oberschöneweide | Schergel – Petrauschke, Wolfgang Wruck, Witte – Wasielewski, Kollarz – Voigt, Bernd Quedenfeld, ten Eicken, Detlef Thymian, Lüdtke (zum Kader gehörten weiterhin: Menzel, Lenz und Rauchschindel) Cheftrainer: Werner Schwenzfeier |
| SC Turbine Erfurt   | Tost (55. Obele) – Wolfgang Smuda, Eberhard Schumm, Rudi Dittmann – Neumann, Kirschner – Kämmerer, Manfred Dill, Wolfgang Schuh, Höhne, Albrecht Isserstedt Cheftrainer: Georg Rosbigalle                                          |